# Rafael Quirós Cárdena
Rafael Quirós Cárdenas (Barbate, Cádis, 1973) é um político e farmacêutico espanhol que foi alcaide de Barbate de 2007 a 2015.

## Biografia
De atleta a farmacêutico de profissão, o seu pai, Rafael Quirós Lara, ex-vereador da Câmara Municipal de Barbate pela União de Centro Democrático, era também farmacêutico, tal como o seu filho viria a ser. Cárdenas ia estudar Medicina, mas acabou por se licenciar em Farmácia e Optometria pela Universidade de Granada. 
Secretário-geral do grupo municipal socialista desde 2009, foi eleito delegado ao congresso regional do PSOE em Cádis, ficando em 28º lugar. Iniciou o seu mandato como presidente da Câmara de Barbate nas eleições municipais de 2007, após a demissão de Manuel de Jesús Núñez, exercendo as funções de vereador até 2015, altura em que foi sucedido por Miguel Molina, do Partido Andaluz.
Por fim, jogou nas camadas jovens do Cádis e do Barbate CF, mas devido a uma lesão de hérnia, a L5 S1, teve de abandonar o campo do desporto.
Nas eleições autárquicas de 2007, o PSOE foi o vencedor, obtendo 13 vereadores, enquanto o PP obteve 2 e o PA 1 vereador, levando Rafael Quirós Cárdenas a l'alcaldia de Barbate.
A les municipals de 2015, el Partido Andalucista va ser el guanyador, obtenint 8 regidors, mentre que el Partido Popular va obtenir 3 regidors, portant a l'alcaldia Miguel Molina Chamorro.